# Sør-Aurdal
Sør-Aurdal est une kommune de Norvège. Elle est située dans le comté d'Innlandet.

## Personnalités liées à la commune
- Arne & Carlos, duo de designers dont les ateliers sont installés dans la gare désaffectée du village de Tonsåsen (no)